# Tyevrizi járás

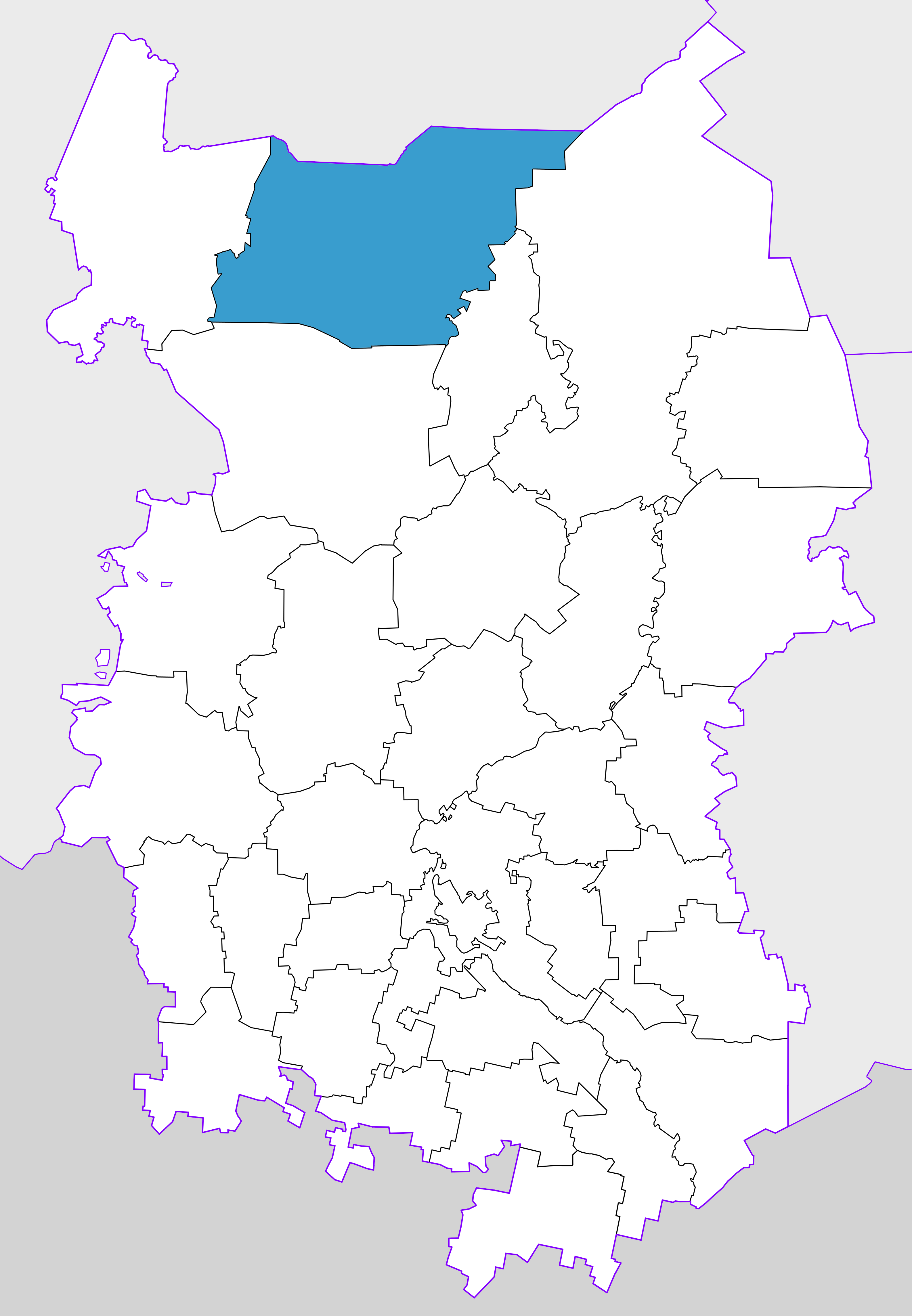
A Tyevrizi járás az Omszki területen

A Tyevrizi járás (oroszul Тевризский район) Oroszország egyik járása az Omszki területen. Székhelye Tyevriz.

## Népesség
- 1989-ben 20 249 lakosa volt.
- 2002-ben 18 090 lakosa volt, melynek 73,8%-a orosz, 22,5%-a tatár, 0,9%-a német, 0,9%-a ukrán, 0,4%-a fehérorosz.
- 2010-ben 15 485 lakosa volt, melynek 74,9%-a orosz, 21,4%-a tatár, 0,6%-a német, 0,6%-a ukrán, 0,2%-a kazah.